# Bactrocera continua
Bactrocera continua
 es una especie de díptero que Mario Bezzi describió por primera vez en 1919. Bactrocera continua pertenece al género Bactrocera de la familia Tephritidae. Esta especie como plaga agrícola ha sido atacada por los agricultores en Filipinas.